# كارول كارب
كارول كارب (بالإنجليزية: Carol Karp)‏ هي أستاذة جامعية ورياضياتية أمريكية، ولدت في 10 أغسطس 1926 في ميشيغان في الولايات المتحدة، وتوفيت في 20 أغسطس 1972 في ماريلند في الولايات المتحدة بسبب سرطان الثدي.